# Liste der Nummer-eins-Hits in den Cash Box Charts (1974)
Diese Liste enthält alle Nummer-eins-Hits in den amerikanischen Cash Box Charts im Jahr 1974. Es gab in diesem Jahr 49 Nummer-eins-Singles.
| Singles |
| --- |
| - Charlie Rich – The Most Beautiful Girl - 2 Wochen (22. Dezember 1973 – 4. Januar 1974) - Helen Reddy – Leave Me Alone (Ruby Red Dress) - 1 Woche (5. Januar – 11. Januar) - Jim Croce: Time in a Bottle - 1 Woche (12. Januar – 18. Januar) - Steve Miller Band: The Joker - 1 Woche (19. Januar – 25. Januar) - Al Wilson: Show And Tell - 1 Woche (26. Januar – 1. Februar) - Ringo Starr: You're Sixteen - 1 Woche (2. Februar – 8. Februar) - Barbra Streisand: The Way We Were - 1 Woche (9. Februar – 15. Februar) - Byron McGregor: Americans - 1 Woche (16. Februar – 22. Februar) - Love Unlimited Orchestra: Love’s Theme - 1 Woche (23. Februar – 1. März) - Terry Jacks: Seasons in the Sun - 2 Wochen (2. März – 15. März) - Eddie Kendricks: Boogie Down - 1 Woche (16. März – 22. März) - David Essex: Rock On - 1 Woche (23. März – 29. März) - John Denver: Sunshine On My Shoulders - 1 Woche (30. März – 5. April) - Blue Swede: Hooked On A Feeling - 1 Woche (6. April – 12. April) - Elton John: Bennie And The Jets - 1 Woche (13. April – 19. April) - MFSB (Mother, Father, Sister And Brother) feat. The Three Degrees: TSOP (The Sound Of Philadelphia) - 2 Wochen (20. April – 3. Mai) - Grand Funk: The Loco-Motion - 1 Woche (4. Mai – 10. Mai) - Three Dog Night: The Show Must Go On - 1 Woche (11. Mai – 17. Mai) - The Jackson Five: Dancing Machine - 1 Woche (18. Mai – 24. Mai) - Ray Stevens: The Streak - 1 Woche (25. Mai – 31. Mai) - Marvin Hamlisch: The Entertainer - 1 Woche (1. Juni – 7. Juni) - Paul McCartney & The Wings: Band On The Run - 2 Wochen (8. Juni – 21. Juni) - The Stylistics: You Make Me Feel Brand New - 1 Woche (22. Juni – 28. Juni) - Gordon Lightfoot: Sundown - 1 Woche (29. Juni – 5. Juli) - Bo Donaldson and the Heywoods: Billy, Don't Be A Hero - 1 Woche (6. Juli – 12. Juli) - The Hues Corporation: Rock The Boat - 1 Woche (13. Juli – 19. Juli) - George McCrae: Rock Your Baby - 1 Woche (20. Juli – 26. Juli) - John Denver: Annie's Song - 1 Woche (27. Juli – 2. August) - Elton John: Don't Let the Sun Go Down On Me - 1 Woche (3. August – 9. August) - Paper Lace: The Night Chicago Died - 1 Woche (10. August – 16. August) - Roberta Flack: Feel Like Makin’ Love - 1 Woche (17. August – 23. August) - Paul Anka with Odia Coates: (You're) Having My Baby - 1 Woche (24. August – 30. August) - Rufus: Tell Me Something Good - 1 Woche (31. August – 6. September) - Eric Clapton: I Shot the Sheriff - 1 Woche (7. September – 13. September) - Barry White: Can’t Get Enough of Your Love, Babe - 1 Woche (14. September – 20. September) - Olivia Newton-John: I Honestly Love You - 1 Woche (21. September – 27. September, insgesamt 2 Wochen) - Andy Kim: Rock Me Gently - 1 Woche (28. September – 4. Oktober) - Dionne Warwick & The Spinners: Then Came You - 1 Woche (5. Oktober – 11. Oktober) - Billy Preston: Nothing From Nothing - 1 Woche (12. Oktober – 18. Oktober) - Olivia Newton-John: I Honestly Love You - 1 Woche (19. Oktober – 25. Oktober, insgesamt 2 Wochen) - Bad Company: Can't Get Enough - 1 Woche (26. Oktober – 1. November) - Stevie Wonder: You Haven't Done Nothin' - 1 Woche (2. November – 8. November) - Carole King: Jazzman - 1 Woche (9. November – 15. November) - John Lennon & The Plastic Ono Band: Whatever Gets You Thru The Night - 1 Woche (16. November – 22. November) - Bachman-Turner Overdrive: You Ain't Seen Nothing Yet - 1 Woche (23. November – 29. November) - Billy Swan: I Can Help - 1 Woche (30. November – 6. Dezember) - The Three Degrees: When Will I See You Again? - 1 Woche (7. Dezember – 13. Dezember) - Carl Douglas: Kung Fu Fighting - 1 Woche (14. Dezember – 20. Dezember) - Helen Reddy: Angie Baby - 1 Woche (21. Dezember – 27. Dezember) - Harry Chapin: Cat's In The Cradle - 1 Woche (28. Dezember 1974 – 3. Januar 1975) |